# Тимчук Володимир Юрійович
Володимир Юрійович Тимчук (нар. 11 січня 1979, с-ще Ясіня, Закарпатська область) — український поет, письменник, перекладач, військовослужбовець, підполковник Збройних сил України, учасник російсько-української війни. Кандидат технічних наук (2005). Старший науковий співробітник.

## Життєпис
Володимир Тимчук народився 11 січня 1979 року в селищі Ясіні, нині Ясінянської громади Рахівського району Закарпатської области України.
2001 року закінчив Житомирський військовий інститут радіоелектроніки ім. С. П. Корольова, 2002-го — Київський національний лінгвістичний університет.
Від 1996 року проходив службу в Збройних силах України. З 2006 року працював викладачем та старшим науковим співробітником Національної академії сухопутних військ імені гетьмана Петра Сагайдачного.
Учасник ООС.

### Громадська діяльність
Брав участь у суспільно-культурній і державницькій діяльності різних об'єднань громадян, зокрема заслуженої хорової капели «Боян» імені Євгена Вахняка, суспільно-культурного товариства «Гуцульщина», Спілки офіцерів України (голова Львівської обласної організації СОУ (2011—2013), Всеукраїнського форуму військових письменників України та інших. 
Організовував багатомовні трансляції читань української поезії. Авторські поетично-музичні проєкти у Львівській національній філармонії імені Мирослава Скорика і Львівському органному залі та інших культурних установах.

## Доробок
Автор та співавтор понад 150 наукових і навчальних праць. Твори почав писати у 2008 році. Ініціював авторські проєкти: «Музи мандрівної пісня», «Антологія одного вірша», «Опус ходи», «Вірші з окопів: відлуння І світової війни», «Всесвітній день поезії для України» та «In principio erat Verbum».
Збірки:
- поезій «Весняні коловороти» (2009), «Відчути місто стопою (з Тобою)» (2015), «г.р:а-н)і#light» (2018)[2], «Вогнити! Вижити! Перемогти!» (2016), «Озбручитися (з) Україною» (2018), «Ангельським чином» (2019), «Азовом... Зіскрижалені» (2020), «Зі сходом сонця» (2020), «З Гетьманщини безмежжя» (2021)[3][4], «Від космосу до петриківки» (2024), «Барокове» (2024), «Від Світла до Світла»;
- поем «Гуцульське повстаннє» (2013), «Донецький аеропорт» (2014);
- новел «Словодієм» (2013);
- інші видання: «Бахчисарай. 2021» (2015, перша українсько-кримськотатарська поетична антологія сучасної літератури (упорядник, співавтор), «Верлен і пісня» (2017, антологія перекладів одного вірша (упорядник, співавтор), «Лісові хлопці» (2016, антологія), «У плині тлумацтва і розмаїття» (2018, переклади), «Озбручитися (з) Україною» (2018), «Опус ходи» (2018, багатомовна альбом-антологія поезії та живопису (упорядник, співавтор), «In principio erat Verbum. Україна: Поезія часу війни» (2024, українсько-французька поетична антологія (упорядник, відповідальний редактор)[3]. Переклав з англійської мови збірку поезій Калпни Сінг-Чітніс «Любовні листи до України від Уяви» (2023, США)[5]. Його твори включені до численних антологій.

Працює над поетичними перекладами з багатьох мов, зокрема має оприлюднені переклади вибраних поезій в журналі іноземної літератури «Всесвіт» з англійської, білоруської, естонської, італійської, латвійської, литовської, німецької, польської, португальської, румунської, словацької, угорської, французької та чеської мов.

## Нагороди
- Літературна премія імені Григорія Кочура (2024) — за переклад з англійської на українську мову книги Калпни Сінг-Чітніс «Любовні листи до України від Уяви»[3][7];
- Львівська обласна премія імені Маркіяна Шашкевича (2020) — за поетичні збірки «Зі сходом сонця», 2020 рік; «Озбручитися з Україною», 2018 рік; «Відчути місто з Тобою», 2019 рік[8];
- Премія імені Богдана Хмельницького за краще висвітлення військової тематики у творах літератури та мистецтва (2016) — за збірку віршів «Вогнити! Вижити! Перемогти!»[1][9];
- співпереможець конкурсу прози про УПА від видавництва «Discursus» (2014)[1];
- співпереможець конкурсу прози від газети «Газета по-українськи» (2017);
- окрема відзнака V Всеукраїнського літературного конкурсу ім. Леся Мартовича — за збірку «Вогнити! Вижити! Перемогти!», 2016 рік;
- окрема відзнака літературно-наукового конкурсу ім. Воляників-Швабінських Фундації УВУ (2021) — за збірку «З Гетьманщини безмежжя», 2021 рік[5].